# Hoya linearis
Hoya linearis ist eine Pflanzenart der Gattung der Wachsblumen (Hoya) aus der Unterfamilie der Seidenpflanzengewächse (Asclepiadoideae).

## Merkmale

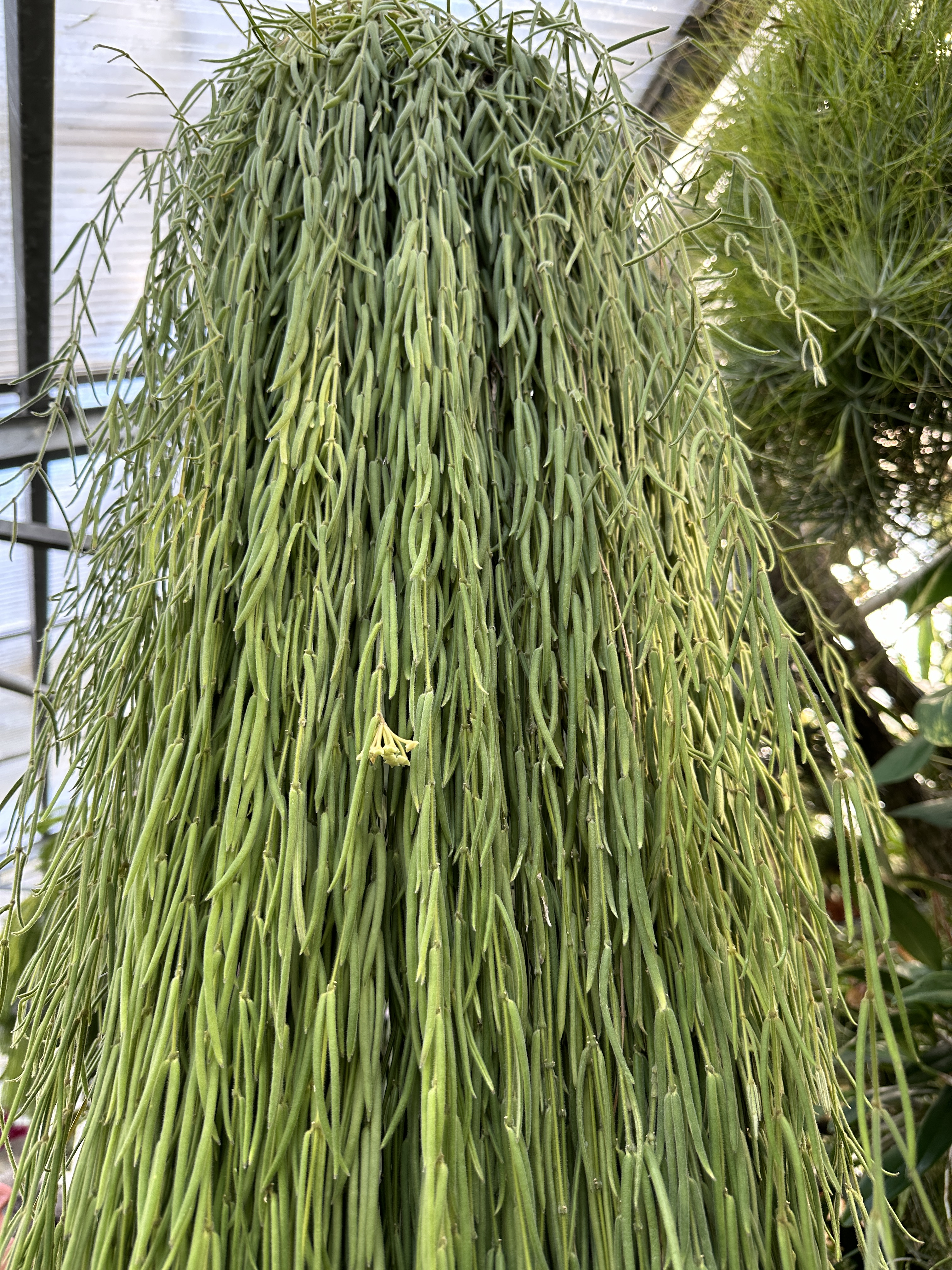
Habitus

Hoya linearis lebt epiphytisch. Sie besitzt bis etwa 1,5 m lange, hängende, relativ dünne, weiche Triebe. Diese sind gräulich-grün gefärbt und rau behaart. Die ausdauernden, gestielten, linealischen, im Querschnitt rundlichen Blätter messen 2,5 bis 5 cm × 0,5 cm, die Stiele sind nur etwa 2 mm lang. Die Blätter sind fleischig, dunkelgrün gefärbt und schwach behaart. Sie sind an der Basis keilförmig, am Ende zugespitzt und haben an der Unterseite eine Rinne.
Der Blütenstand ist endständig und vielblütig (bis etwa 15 Blüten pro Dolde). Der Blütenstiel der einzelnen Blüten misst etwa 2,5 cm. Die Kelchblätter sind lanzettförmig und rau behaart. Die Blütenkrone hat einen Durchmesser von etwa 1 cm. Sie ist weiß, innen kahl oder etwas papillös, der Rand ist bewimpert. Die  Kronzipfel sind zugespitzt und zurückgebogen. Die staminalen Nebenkronenzipfel sind blass rosa oder gelblich gefärbt. Sie sind annähernd zylindrisch, der äußere gefurchte Fortsatz eingeschnitten. Der innere Fortsatz ist dagegen etwas dunkler und zugespitzt. Die Blütezeit ist im Herbst. Abends duften die Blüten schwach nach Zitrone. Die spindeligen Früchte messen bis 6,5 cm in der Länge und etwa 0,5 cm im Durchmesser. Die Samen haben 3 mm Durchmesser mit einem bis zu 2 cm langen, weißen Haarbüschel.

## Geographisches Vorkommen
Die Art kommt in Indien (Sikkim), Nepal und Südchina (Yunnan) in 1500 m bis 2000 m Höhe vor.

## Belege